# Eerste klasse 1983-84 (voetbal België)
Het seizoen 1983/84 van de Belgische Eerste Klasse ging van start in de zomer van 1983 en eindigde in de lente van 1984. KSK Beveren werd voor de tweede maal landskampioen, vijf jaar na zijn eerste titel.

## Gepromoveerde teams
Deze teams waren gepromoveerd uit de Tweede Klasse voor de start van het seizoen:
- KV Mechelen (kampioen in Tweede)
- K. Beringen FC (eindrondewinnaar)

## Degraderende teams
Deze teams degradeerden naar Tweede Klasse op het eind van het seizoen:
- RWD Molenbeek
- K. Beringen FC

## Titelstrijd
KSK Beveren werd landskampioen met een comfortabele voorsprong van vier punten op de eerste achtervolger RSC Anderlecht.

## Europese strijd
Beveren was als landskampioen geplaatst voor de Europacup voor Landskampioenen van het volgend seizoen. Eerste achtervolgers RSC Anderlecht, Club Brugge en Standard Luik plaatsten zich voor de UEFA Cup. Als bekerwinnaar plaatste KAA Gent, dat in de competitie weliswaar ver onderaan was geëindigd, zich voor de Europese Beker voor Bekerwinnaars.

## Degradatiestrijd
Het pas gepromoveerde club Beringen FC eindigde als laatste en zakte na één seizoen weer. RWDM kwam één puntje te kort, en strandde op een voorlaatste plaats.

## Eindstand
|         |    |                               | P  | W  | G  | V  | +  | -  | DS  | Ptn |
| ------- | -- | ----------------------------- | -- | -- | -- | -- | -- | -- | --- | --- |
| K       | 1  | SK Beveren                    | 34 | 22 | 7  | 5  | 59 | 33 | 26  | 51  |
| (UEFA)  | 2  | RSC Anderlecht                | 34 | 20 | 7  | 7  | 80 | 39 | 41  | 47  |
| (UEFA)  | 3  | Club Brugge KV                | 34 | 17 | 10 | 7  | 73 | 39 | 34  | 44  |
| (UEFA)  | 4  | R. Standard de Liège          | 34 | 17 | 6  | 11 | 55 | 44 | 11  | 40  |
|         | 5  | RFC Sérésien                  | 34 | 15 | 8  | 11 | 62 | 51 | 11  | 38  |
|         | 6  | KV Mechelen                   | 34 | 12 | 14 | 8  | 47 | 43 | 4   | 38  |
|         | 7  | KSV Waregem                   | 34 | 13 | 9  | 12 | 50 | 44 | 6   | 35  |
|         | 8  | R. Antwerp FC                 | 34 | 12 | 11 | 11 | 50 | 44 | 6   | 35  |
|         | 9  | K. Waterschei SV Thor Genk    | 34 | 13 | 7  | 14 | 45 | 50 | -5  | 33  |
|         | 10 | KSC Lokeren                   | 34 | 12 | 7  | 15 | 43 | 50 | -7  | 31  |
|         | 11 | KSV Cercle Brugge             | 34 | 12 | 7  | 15 | 36 | 46 | -10 | 31  |
|         | 12 | KV Kortrijk                   | 34 | 10 | 9  | 15 | 34 | 45 | -11 | 29  |
|         | 13 | RFC Liégeois                  | 34 | 10 | 9  | 15 | 40 | 51 | -11 | 29  |
|         | 14 | K. Lierse SK                  | 34 | 10 | 9  | 15 | 41 | 58 | -17 | 29  |
| (beker) | 15 | KAA Gent                      | 34 | 10 | 8  | 16 | 37 | 43 | -6  | 28  |
|         | 16 | K. Beerschot VAV              | 34 | 7  | 12 | 15 | 43 | 69 | -26 | 26  |
| D       | 17 | Racing White Daring Molenbeek | 34 | 7  | 11 | 16 | 35 | 48 | -13 | 25  |
| D       | 18 | K. Beringen FC                | 34 | 8  | 7  | 19 | 32 | 65 | -33 | 23  |

P: wedstrijden gespeeld, W: wedstrijden gewonnen, G: gelijke spelen, V: wedstrijden verloren, +: gescoorde doelpunten, -: doelpunten tegen, DS: doelsaldo, Ptn: totaal punten
K: kampioen, D: degradeert, (beker): bekerwinnaar, (UEFA): geplaatst voor UEFA-beker
- SK Beveren:

Erwin Albert 34/16, Filip De Wilde 34/0, Paul Lambrichts 33/1, Marc Baecke 33/1, Peter Crève 32/5, Paul Theunis 32/7, Marek Kusto 31/4, Eddy Jaspers 31/2, Philippe Garot 31/0, Heinz Schönberger 31/3, Ronny Martens 30/13, Patrick Stalmans 30/5, Armin Görtz 23/0, Danny Pfaff 8/0, Hans Christiaens 3/0, Julien Lodders 2/0, Frank Peeraer 2/0, Eddie Maes 2/0; Trainer: Urbain Braems

## Topscorers
Nico Claesen van RFC Sérésien werd topschutter met 27 doelpunten.
| #   | Speler                  | Club                       | Doelp. | Matches |
| --- | ----------------------- | -------------------------- | ------ | ------- |
| 1.  | Nico Claesen            | RFC Sérésien               | 27     | 32      |
| 2.  | Richard Niederbacher    | KSV Waregem                | 24     | 33      |
| 3.  | Willy Wellens           | Club Brugge KV             | 21     | 30      |
| 4.  | Erwin Vandenbergh       | RSC Anderlechtois          | 20     | 29      |
| 5.  | Alexandre Czerniatynski | RSC Anderlechtois          | 17     | 25      |
| 6.  | Preben Elkjær Larsen    | KSC Lokeren                | 16     | 27      |
| =.  | Erwin Albert            | SK Beveren                 | 16     | 34      |
| 8.  | Eddy Voordeckers        | K. Waterschei SV Thor Genk | 15     | 30      |
| =.  | Jan Ceulemans           | Club Brugge KV             | 15     | 31      |
| =.  | Roger Raeven            | RWD Molenbeek              | 15     | 34      |
| 11. | Eddy Snelders           | K. Lierse SK               | 14     | 33      |
| 12. | Ronny Martens           | SK Beveren                 | 13     | 30      |
| 13. | Franky Vercauteren      | RSC Anderlechtois          | 12     | 29      |
| 14. | Bernard Verheecke       | Cercle Brugge KSV          | 11     | 32      |
| =.  | Marc Van Der Linden     | Royal Antwerp FC           | 11     | 33      |
| 16. | Jules Bocandé           | RFC Sérésien               | 10     | 30      |
| =.  | Horst Knauf             | K. Beringen FC             | 10     | 32      |
| =.  | Lárus Guðmundsson       | K. Waterschei SV Thor Genk | 10     | 33      |

1895/96 · 1896/97 · 1897/98 · 1898/99 · 1899/00 · 1900/01 · 1901/02 · 1902/03 · 1903/04 · 1904/05 · 1905/06 · 1906/07 · 1907/08 · 1908/09 · 1909/10 · 1910/11 · 1911/12 · 1912/13 · 1913/14 · 1914/15 · 1915/16 · 1916/17 · 1917/18 · 1918/19 · 
1919/20 · 1920/21 · 1921/22 · 1922/23 · 1923/24 · 1924/25 · 1925/26 · 1926/27 · 1927/28 · 1928/29 · 1929/30 · 1930/31 · 1931/32 · 1932/33 · 1933/34 · 1934/35 · 1935/36 · 1936/37 · 1937/38 · 1938/39 · 1939/40 · 1940/41 · 1941/42 · 1942/43 · 1943/44 · 1944/45 · 1945/46 · 1946/47 · 1947/48 · 1948/49 · 1949/50 · 1950/51 · 1951/52 · 1952/53 · 1953/54 · 1954/55 · 1955/56 · 1956/57 · 1957/58 · 1958/59 · 1959/60 · 1960/61 · 1961/62 · 1962/63 · 1963/64 · 1964/65 · 1965/66 · 1966/67 · 1967/68 · 1968/69 · 1969/70 · 1970/71 · 1971/72 · 1972/73 · 1973/74 · 1974/75 · 1975/76 · 1976/77 · 1977/78 · 1978/79 · 1979/80 · 1980/81 · 1981/82 · 1982/83 · 1983/84 · 1984/85 · 1985/86 · 1986/87 · 1987/88 · 1988/89 · 1989/90 · 1990/91 · 1991/92 · 1992/93 · 1993/94 · 1994/95 · 1995/96 · 1996/97 · 1997/98 · 1998/99 · 1999/00 · 2000/01 · 2001/02 · 2002/03 · 2003/04 · 2004/05 · 2005/06 · 2006/07 · 2007/08 · 2008/09 · 2009/10 · 2010/11 · 2011/12 · 2012/13 · 2013/14 · 2014/15 · 2015/16 · 2016/17 · 2017/18 · 2018/19 · 2019/20 · 2020/21· 2021/22 · 2022/23 · 2023/24 · 2024/25